# Vanløse (métro de Copenhague)
Pour l’article homonyme, voir Vanløse.
Vanløse est une station des lignes 1 et 2 du métro de Copenhague située sur la commune de Copenhague. Elle constitue le terminus nord des lignes 1 et 2.

## Situation
Vanløse est desservie par les lignes 1 et 2 du métro de Copenhague. Cette station aérienne se trouve après Flintholm et constitue le terminus nord des deux lignes.

## Histoire
Entre 1934 et 1998, la gare de Vanløse était desservie par une ligne de trains de banlieue. La gare a été réutilisée et transformée pour permettre l'arrivée du métro en remplacement des trains de la ligne F du S-tog. 
La station de métro Vanløse a ouvert au public le 12 octobre 2003 à l'occasion de la mise en service du prolongement nord des lignes 1 et 2 du métro de Copenhague.

## Services aux voyageurs

### Intermodalité
La station Vanløse est en correspondance avec la gare de Vanløse desservie par les lignes C et H réseau S-tog. La correspondance se fait par l'extérieur.

## À proximité
- Kronen Vanløse : centre commercial
- Vanløse Kulturstation : centre culturel